# Anton Maria Schyrleus de Rheita

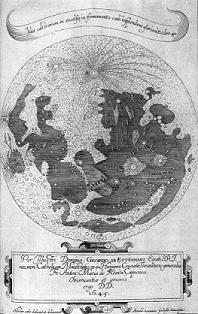
Mapa lunar de Schyrleus de Rheita (1645)

Anton (o Antonius) Maria Schyrleus (también Schyrl o Schyrle) de Rheita (1604-1660) (en checo: Antonín Maria Šírek z Reity) fue un astrónomo y óptico checo. Desarrolló varios oculares inversores y fabricó el telescopio de Kepler. "Las cosas aparecen más vivas con el telescopio binocular" escribió, "se puede decir que doblemente exactas, así como más grandes y brillantes." Su telescopio binocular es el precursor de los actuales prismáticos.

## Biografía
Existen dos historias diferentes sobre los primeros años de Rheita. El relato más extendido sostiene que era de origen checo, nacido en 1597. Según esta versión de los hechos, era sacerdote, miembro de la orden de los frailes Capuchinos en Rheita, Bohemia, de ahí su nombre. Cuando estalló la Guerra de los Treinta Años en 1618, dejó la orden y se estableció en Bélgica.
La otra versión, más probable, comienza en 1604, año de nacimiento de Schyrleus en Reutte, Austria. Después de unirse a la Orden de San Agustín en 1622, fue enviado a la universidad en Ingolstadt, donde probablemente cursó estudios de astronomía y aprendió a pulir lentes. Tras su graduación no regresó a su convento, incorporándose a la orden de los Capuchinos, que lo envió a Linz en 1636, donde se dedicó a enseñar filosofía. Aquí entró al servicio del príncipe elector Philipp Christoph von Sötern, arzobispo de Tréveris y Speyer, que permanecía cautivo del emperador Fernando III de Habsburgo. El arzobispo envió a Schyrleus en una misión para negociar con el papa Urbano VIII. El emperador vio esta actividad diplomática como una forma de espionaje, y le prohibió a Schyrleus regresar a su territorio en 1641. A partir de esta fecha, los dos relatos de su vida coinciden.
En la década de 1640 fue profesor de filosofía en Tréveris, y en 1642 se estableció en Colonia, donde realizó observaciones astronómicas y medidas ópticas. Publicó su obra "Novem stellae circa Jovem visae, circa Saturnum sex, circa Martem nonnullae" (Nueve estrellas vistas alrededor de Júpiter, seis alrededor de Saturno, muchas alrededor de Marte) en 1643. En 1645 publicó "Oculus Enoch et Eliae, siue, Radius sidereomysticus", un trabajo muy influyente sobre óptica y astronomía.

## Óptica
En Oculus Enoch et Eliae, además de describir una de sus invenciones, un ocular para un telescopio kepleriano que revertía la imagen, también incluyó una larga sección acerca de los telescopios binoculares, que tuvo gran influencia en otros fabricantes de telescopios y ópticos durante el siglo siguiente. Esta sección no incluía ilustraciones, pero los métodos descritos se convertirían en las técnicas de construcción estándares utilizadas durante muchos años.
Un grabado de este libro puede mostrar una máquina para pulir lentes.

## Observaciones astronómicas
Schyrleus era un convencido anticopernicano. En el prefacio de su libro, que incluye una dedicatoria a Jesucristo y a Fernando III, Schyrleus declaraba enconadamente que después de haber meditado durante largo tiempo sobre los sistemas de Tolomeo, Copérnico, Tycho Brahe y otros astrónomos, estaba convencido de que todos estos científicos habían formulado teorías superfluas. Dedicó las lunas de Júpiter al papa Urbano VIII, llamándolas Astres Urbanoctavianes. También escribió que Saturno tenía dos "compañeros," y que eran periódicamente eclipsados por el planeta. Dedujo que tendrían sus propias órbitas independientes, y que deberían iluminar Saturno para hacerlo visible, ya que se encuentra cien veces menos alumbrado por el Sol que la Tierra. También dejó constancia de que en 1642, estando en Colonia, vio pasar por delante del Sol una "tropa" (turnam) de estrellas fugaces que se siguieron unas a otras durante un periodo de catorce días, y que el brillo del Sol quedó considerablemente debilitado a su paso.
Con relación a la vida extraterrestre, Schyrleus escribió que "Si Júpiter tiene…habitantes…tienen que ser más grandes y más bellos que los habitantes de la Tierra, en proporción a la [medida] de las dos esferas".  Sin embargo, no se atrevió a aventurar la existencia de seres jovianos debido a ciertas dificultades teológicas. Así, por ejemplo, Schyrleus se preguntó si los seres de otros planetas mantendrían su estado primitivo de inocencia, o si estarían maldecidos por el pecado original como los humanos.

## La Luna
Schyrleus también incluyó un mapa de la Luna en su Oculus Enoch et Eliae. Fue la primera representación de la Luna como se observa en un telescopio de imagen invertida (por lo que la Luna aparece invertida en la ilustración, con el polo sur en la parte superior). El cráter Tycho, por ejemplo, que había sido incluido en mapas lunares en una fecha tan temprana como 1645, fue descrito por Schyrleus con su sistema de marcas radiales. Su mapa, aun así, no pasó a ser de uso generalizado, siendo superado por las realizaciones de Hevelius y de los jesuitas Giovanni Riccioli y Francesco Maria Grimaldi (1650-1651). En 1647, Schyrleus publicó un gráfico lunar con un diámetro de 19 cm.
Pudo haber pasado algún tiempo en Italia, y lo que es seguro es que murió en Rávena. Sin embargo, se desconoce el motivo por el que estaba allí.

## Legado
- Se le acredita el haber añadido al léxico científico los términos "ocular" y "objetivo" (tal como se utilizan en óptica).
- El cráter lunar Rheita lleva este nombre en su memoria.[8] Por extensión, el valle lunar cercano al cráter denominado Vallis Rheita también conmemora a Schyrleus.